# Fundação Dr. António Cupertino de Miranda

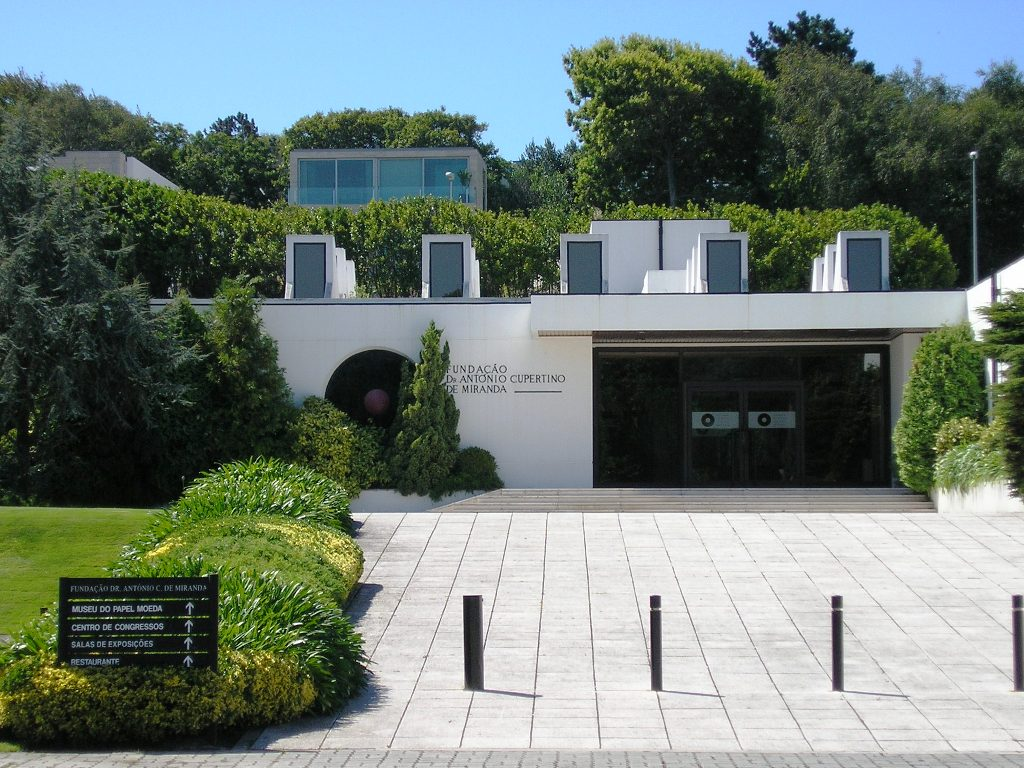
Fundação Dr. António Cupertino de Miranda

Die Fundação Dr. António Cupertino de Miranda ist eine Stiftung in der portugiesischen Stadt Porto. Sie wurde 1964 von dem Bankier António Cupertino de Miranda (1892–1988) errichtet. Der Stiftungszweck liegt in den Bereichen Kultur und Bildung. Großes Augenmerk liegt dabei auf der Vermittlung von Wissen der privaten Ökonomie. So wurde zuletzt ein Programm für die finanzielle Allgemeinbildung bei gefährdeten Zielgruppen wie Kindern und Jugendlichen, Senioren und Menschen mit besonderen Bedürfnissen entwickelt.
Der Sitz der Stiftung befindet sich seit dem 1. April 1991 an der Avenida da Boavista. Das Gebäude wurde nach Plänen des Architekten Francisco Braancamp de Figueiredo errichtet. Am 20. Januar 1996 eröffnete darin das Papiergeldmuseum Museu do Papel Moeda.